# در پاسخ به پرسش: روشنگری چیست؟

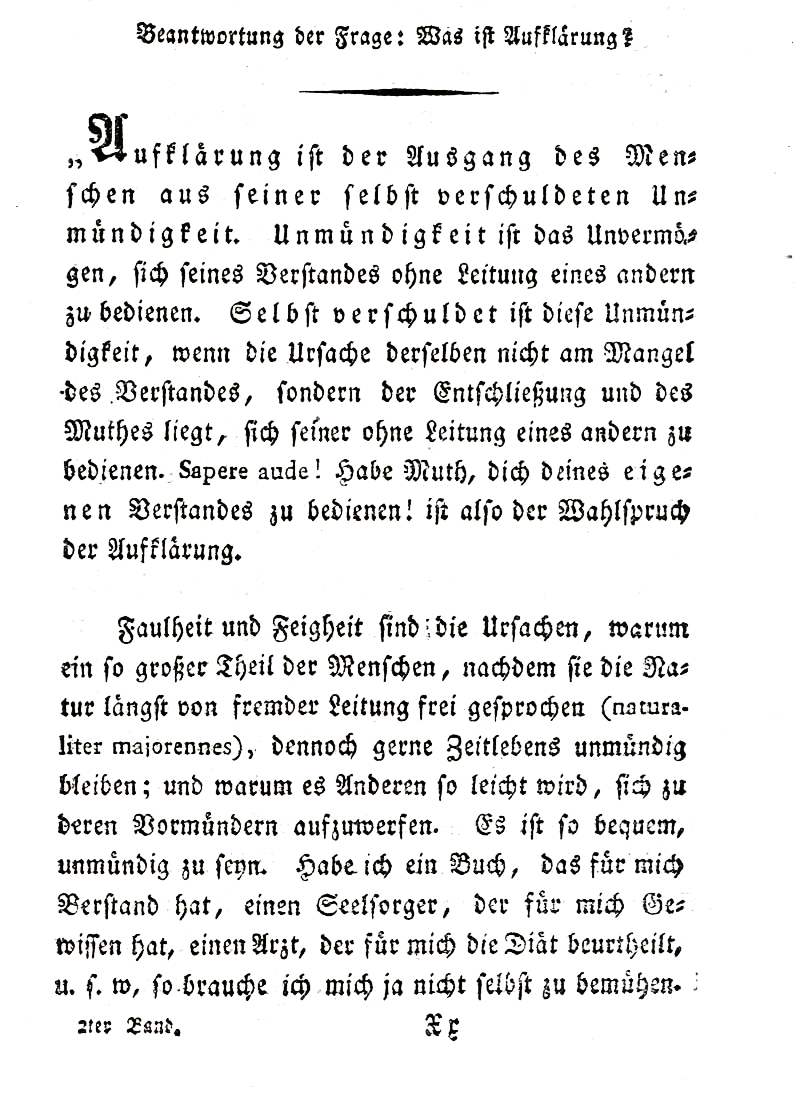
صفحهٔ اول مقاله (نسخهٔ ۱۷۹۹)

«در پاسخ به پرسش: روشنگری چیست؟» (به آلمانی: ?Beantwortung der Frage: Was ist Aufklärung) یکی از مقالات مهمِ ایمانوئل کانت است که اولین بار در سال ۱۷۸۴ منتشر شد. 